# Cercopithecus lomamiensis
Cercopithecus lomamiensis (Мавпа ломамська) — вид приматів з роду Мавпа (Cercopithecus) родини мавпові (Cercopithecidae), поширений в Демократичній Республіці Конго. Видовий епітет стосується Ломамі, притоки річки Конго. Про вид вперше повідомили у 2007 році, і він був формально описаний у 2012 році.

## Опис

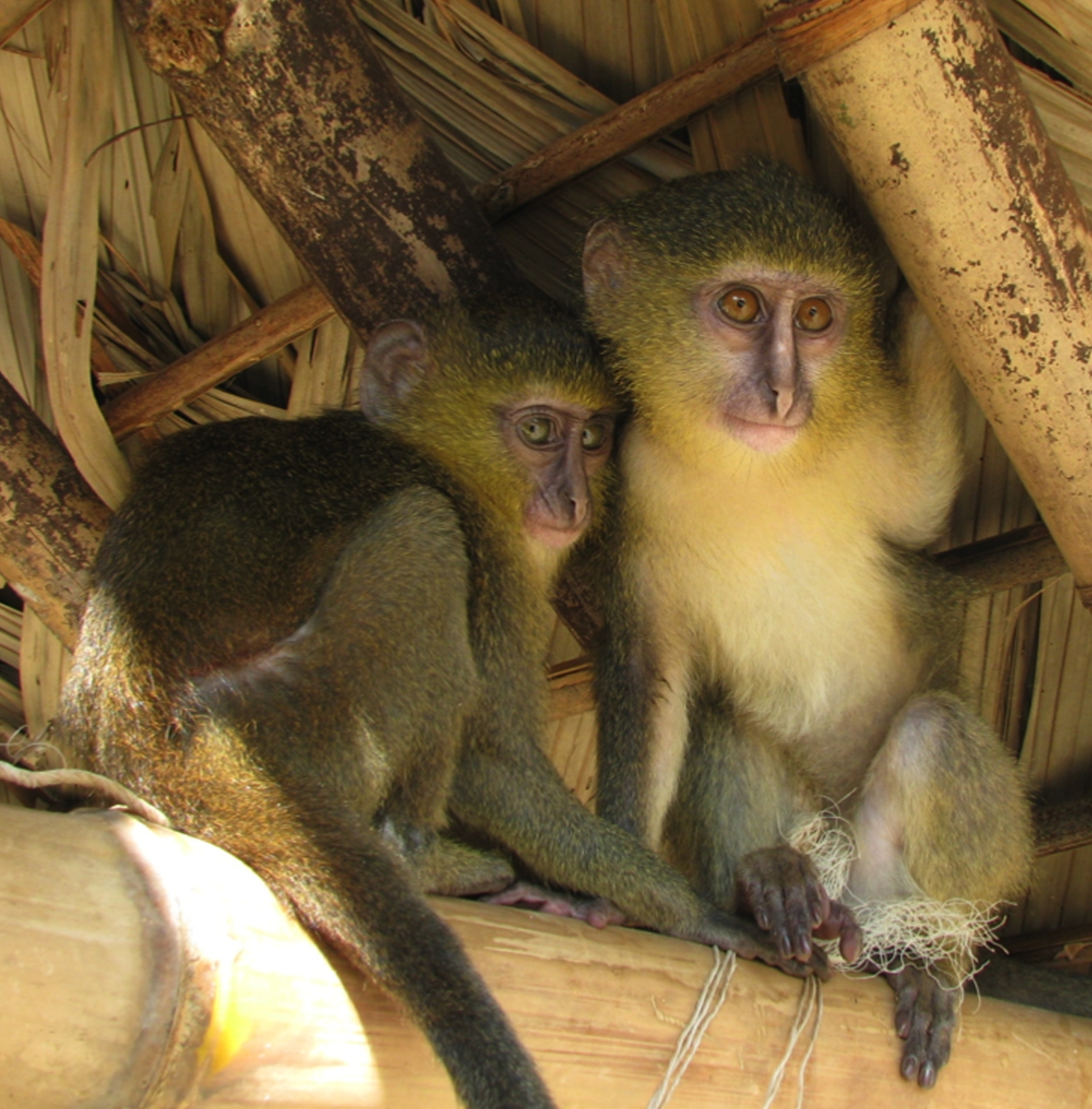
Молоді тварини, які зберігаються як домашні тварини

Примат середніх розмірів, має струнке тіло, 47–65 см без хвоста, з вагою 4–7 кг. Самиці значно менші, довжина голови й тіла від 40 до 42 см і вага від 3,5 до 4 кг. Очі золотисто-карі. Шкіра обличчя і вух гола, колір від світло-сірого до рожево-коричневого кольору. Підборіддя, горло і груди жовті, контрастуючи з чорним забарвлення черева. Шерсть на плечах і руках чорна. Хвіст бурштиновий при основі, стаючи чорним на кінчику.

## Поширення
Країни поширення: Демократична Республіка Конго. Місце існування: тропічні вічнозелені ліси на висотах від 400 до 715 м.

## Стиль життя
Веде деревний стиль життя, але спускається на землю для харчування. Іноді спостерігається з іншими приматами (Cercopithecus mona, Cercopithecus ascanius, Piliocolobus badius). Харчується листям, фруктами, молодими пагонами. У дикій природі, Stephanoaetus coronatus і Panthera pardus є документованими хижаками. Людські мисливці також є серйозною загрозою.

## Загрози та охорона
Загрожує надмірне полювання. Населяє Національний парк Ломамі.